# En dejlig torsdag
En dejlig torsdag er et sjette studiealbum af den danske popgruppe tv·2. Det blev udgivet i 1987 på CBS. Ligesom forgængeren Rigtige mænd - gider ikke høre mere vrøvl er det indspillet i Puk-studiet ved Randers og produceret af englænderen Greg Walsh. Salgsmæssigt kunne albummet ikke helt leve op til forgængeren, men har dog solgt omkring 120.000 eksemplarer. Især nummeret "Fri som fuglen" og singlen "Tidens kvinder" blev store hits.
Albummet er opkaldt efter John Steinbecks roman af samme navn, der udkom i 1954. Steinbeck er ifølge forsanger Steffen Brandt "en af de største historiefortællere nogensinde."

## Spor
Alt tekst og musik er skrevet af Steffen Brandt.
LP-udgave:
Side 1
1. "Gi mig lige"
2. "Tidens kvinder"
3. "Rita (for fanden)"
4. "Stjernen i mit liv"
5. "Det grinte vi meget af"

Side 2
1. "Fri som fuglen"
2. "Konen kæresten kællingen"
3. "I baronessens seng"
4. "Starwars"
5. "Lorteland"

CD-udgave:
1. "Gi mig lige"
2. "Tidens kvinder"
3. "Rita (for fanden)"
4. "Stjernen i mit liv"
5. "Det grinte vi meget af"
6. "Fri som fuglen"
7. "Konen kæresten kællingen"
8. "I baronessens seng"
9. "Starwars"
10. "Lorteland "
11. "Bag duggede ruder" (87-version)

Originalversionen af "Bag duggede ruder" udkom i 1983 på albummet Beat.